# Sân bay Braşov
Sân bay quốc tế Braşov-Ghimbav là một sân bay hiện đang được xây dựng ở Ghimbav, gần Braşov, România ngay bên tuyến đường tương lai xa lộ A3. Tổng mức đầu tư dự kiến khoảng 100 triệu euro. Sân bay này sẽ có khả năng phục vụ máy bay thân vừa, công suất khoảng 1 triệu lượt khách mỗi năm. Nhà ga được xây theo mô đun, có thể mở rộng trong tương lai. Intelcan Canada đã khởi công xây dựng sân bay ngày 15 tháng 4 năm 2008. Dự kiến thời gian xây dựng từ 24 đến 30 tháng.